# Arthur Duffey
Arthur Francis Duffey (Roxbury, 14 giugno 1879 – Boston, 25 gennaio 1955) è stato un velocista statunitense.
Prese parte ai Giochi olimpici di Parigi 1900, raggiungendo la finale dei 100 metri piani, ma non riuscì a concludere la gara: mentre era in testa accusò un infortunio muscolare e dovette ritirarsi.

## Palmarès
| Anno | Manifestazione  | Sede   | Evento    | Risultato | Prestazione | Note |
| ---- | --------------- | ------ | --------- | --------- | ----------- | ---- |
| 1900 | Giochi olimpici | Parigi | 100 metri | dnf       | dnf         |      |